# Jugoslávská lidová armáda
Jugoslávská lidová armáda (srbsky a  makedonsky Југословенска народна армијa, chorvatsky Jugoslavenska narodna armija, slovinsky Jugoslovanska ljudska armada) byla hlavní ozbrojenou složkou Federativní lidové republiky Jugoslávie v letech 1945 až 1963 a Socialistické federativní republiky Jugoslávie v letech 1963 až 1992. Byla tvořena z 80% srbskými důstojníky.

## Vznik a vývoj
Počátky JNA sahají k jugoslávským partyzánům za druhé světové války. Předchůdcem JNA byla Lidová osvobozenecká armáda Jugoslávie (NOVJ) jako součást antifašistické Lidové osvobozenecké války Jugoslávie, založená v bosenském městě Rudo dne 22. prosince 1941. Poté, co jugoslávští partyzáni osvobodili zemi od mocností Osy, bylo toto datum oficiálně v SFR Jugoslávii oslavováno jako „Den armády“.
V březnu 1945 byla NOVJ přejmenována na „Jugoslávskou armádu“ („Jugoslavenska/Jugoslovenska Armija“) a k 10. výročí, 22. prosince 1951, pak byla přidána i část názvu „Lidová“ ( („Narodna“) u příležitosti desátého výročí vytvoření 1. proletářské úderné brigády
Podpora, kterou měli Sověti v řadách JNA během období Informbira (před roztržko mezi Titem a Stalinem) po roce 1948, je sporná. Nízké odhady naznačují, že 10–15 % personálu armády upřednostňovalo sovětskou pozici. Jugoslávské zdroje odhadují, že počet zatčených členů armády se pohyboval od 4 153 důstojníků a vojáků (odhad Radonjiće) po 7 000 uvězněných důstojníků odhadovaných Milovanem Đilasem. Čistka zahrnovala 22 důstojníků z pluku prezidentské gardy podřízených přímo Titovi, včetně Momčila Đuriće, válečného velitele eskortního praporu Nejvyššího velitelství jugoslávských partyzánů. Během tohoto období sovětské blokády vývoj jugoslávské armády stagnoval.
49 absolventů Frunzeho akademie z řad jugoslávské armády a dalších sovětských vojenských akademií bylo považováno za potenciální sovětské podporovatele. Mnoho z těch, kteří navštěvovali takové akademie v SSSR v době rozkolu Tita a Stalina, se nikdy nevrátilo do Jugoslávie.
Roztržka se dotkla zejména letectva. Téměř všichni důstojníci letectva měli sovětský výcvik a někteří z nich uprchli z Jugoslávie ve strojích letectva. Mezi přeběhlíky byl i generálmajor Pero Popivoda, který byl šéfem operační služby letectva. Letecké základny Batajnica, Zemun a Pančevo poblíž Bělehradu zaznamenaly několik útoků skupin sabotérů. Velitel letecké základny Zemun a jeho zástupce uprchli do Rumunska.
Mezi lety 1948 a 1955 poskytly Spojené státy Jugoslávii 600 milionů amerických dolarů v přímých vojenských grantech a stejnou částku v ekonomické pomoci, což umožnilo Jugoslávii věnovat více svých domácích zdrojů na obranu. Po dvou návštěvách generálplukovníka Koči Popoviče a generálplukovníka Kilibardy ve Spojených státech v květnu až červnu a srpnu 1951, začaly koncem roku 1951 přicházet americké zbraně. Do roku 1952 se ozbrojené síly rozrostly na 500 000 vojáků a výdaje na obranu spotřebovávaly 22 procent hrubého národního produktu. Vojenská asistenční poradní skupina (MAAG) složená z 30 důstojníků pod velením generála Harmodyho byla v Bělehradě založena Spojenými státy v roce 1951. Fungovala deset let, vyplácela vojenské granty a zajišťovala další prodej zbraní v hodnotě 1 miliardy USD za výhodných podmínek. Mezi převedenými zbraněmi bylo 599 tanků M-4A3, 319 tanků M-47, 715 samohybných děl M-7, M-l8 a M-36, 565 obrněných vozů M-3A1 a M-8 a celkem 760 děl ráže 105 mm, 155 mm a 203 mm. Dodané dělostřelecké kusy byly použity k přezbrojení dělostřeleckých jednotek v rámci osmi jugoslávských divizí.

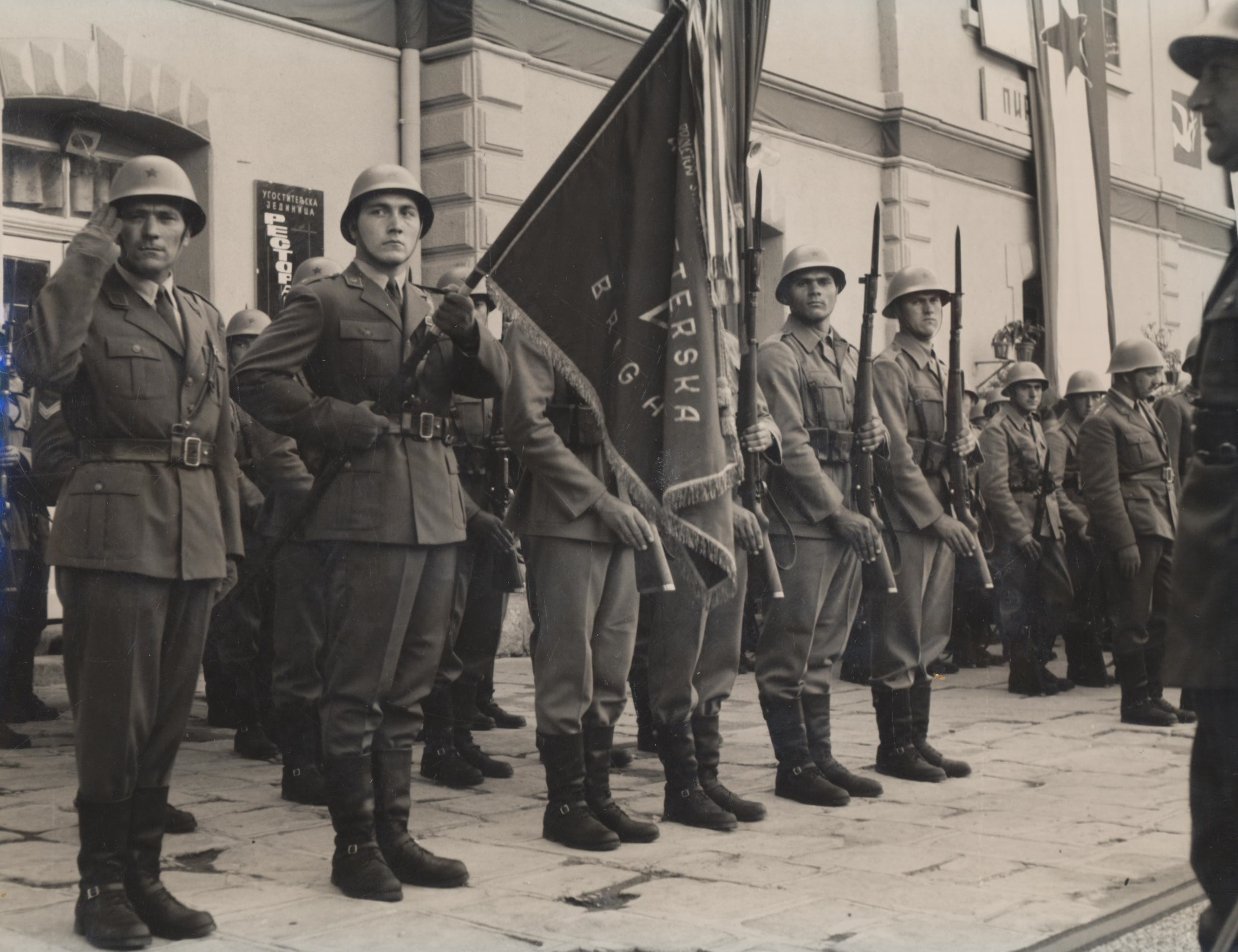
Vítaní Josipa Tita v Pirotu, 1965

V socialistické Jugoslávii byla vojenská služba povinná, pro brance trvala jeden rok. Pozemní vojska měla asi 140 000 aktivních vojáků (včetně 90 000 branců) a ve válečných podmínkách mohla zmobilizovat přes milion záložníků. Vedle pozemních sil tvořilo JLA ještě letectvo a PVO a námořnictvo. Samostatnou složkou ozbrojených sil SFRJ, které nespadala pod JLA byla Teritoriální obrana (Територијална одбрана).
Za vlády prezidenta Josipa Broze Tita bylo v rámci politiky bratrství a jednoty v roce 1974 zakotveno v ústavě rovné právo všech národů státu pro vstup do armády, poměr mezi jejich příslušníky odpovídal národnostnímu rozložení v zemi. Do roku 1991 však již byla evidentně tato rovnost porušena; nejvíce byli ve vrchním velení zastoupeni Srbové, na rozdíl od ostatních národů, kteří zastávali většinou nižší hodnosti.[zdroj?]. Vedení armády podléhalo Předsednictvu SFRJ, přesněji předsedovi předsednictva. Na přelomu 80. a 90. let tak často docházelo k ostrým výměnám názorů. Například Válka ve Slovinsku, která trvala 10 dní a skončila mezinárodní diplomatickou intervencí se odehrála plně v režii tehdejšího vedení státu bez ohledu na srbské stanovisko, které požadovalo mír a které mělo ve své době velkou váhu. Naopak v případě konfliktu v Chorvatsku došlo k nejkomplikovanější situaci; předsedu předsednictva Mesiće, který byl shodou okolností Chorvat, přestala armáda respektovat úplně a jugoslávský stát tak přestal fungovat v i těch nejvyšších funkcích.
Během rozpadu státu v letech 1990 až 1992 JNA mobilizovala a pokoušela se hájit ústavou zakotvenou celistvost a jednotnost země[zdroj?], jak se ale oddělovaly jednotlivé republiky tak se z ní stávala ale ryze srbská vojenská síla. Po roce 1992 se ideály Jugoslávie rozplynuly[zdroj?], a zbytek armády ochuzený o síly odtržených republik a těžce poničený válkou se stal obrannou silou pouze srbskou a černohorskou a místo problematiky společného státu se dostal do popředí spor o Kosovo. Během války v Bosně a Hercegovině sice nezasáhla JNA přímo[zdroj?], kvalitnívojenská technika však byla předána vznikajícím VRS, což obrátilo poměr sil a zatlačilo Chorvaty a Muslimy v prvních fázích bojů do defenzivy.

## Hodnosti (pozemní vojska/námořnictvo)
- Razvodnik
- Desetar
- Mlađi vodnik
- Vodnik
- Vodnik 1. klase
- Stariji vodnik
- Stariji vodnik 1. klase
- Zastavnik
- Zastavnik 1. klase
- Potporučnik
- Poručnik / Poručnik korvete
- Kapetan / Poručnik fregate

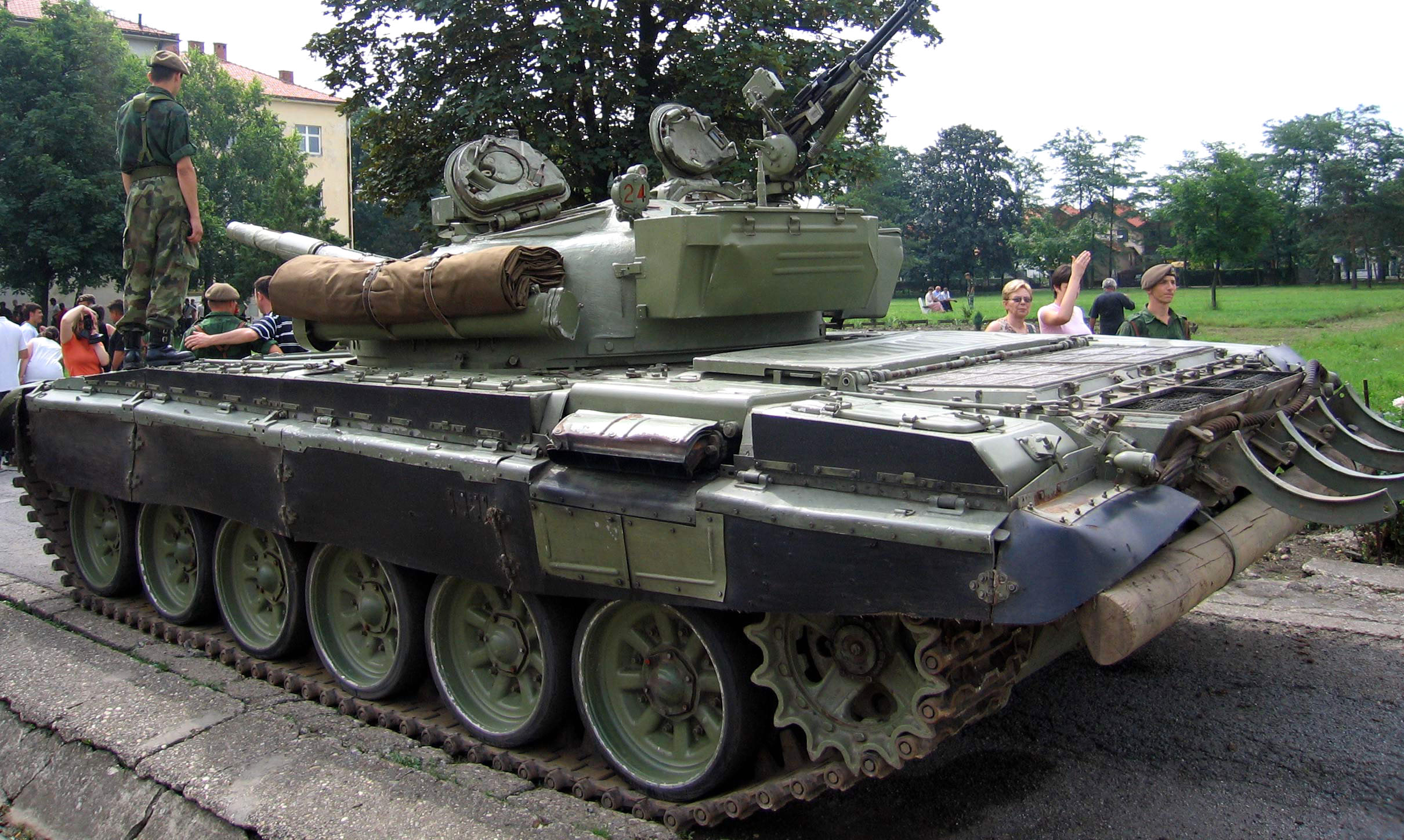
Jugoslávský tank M-84

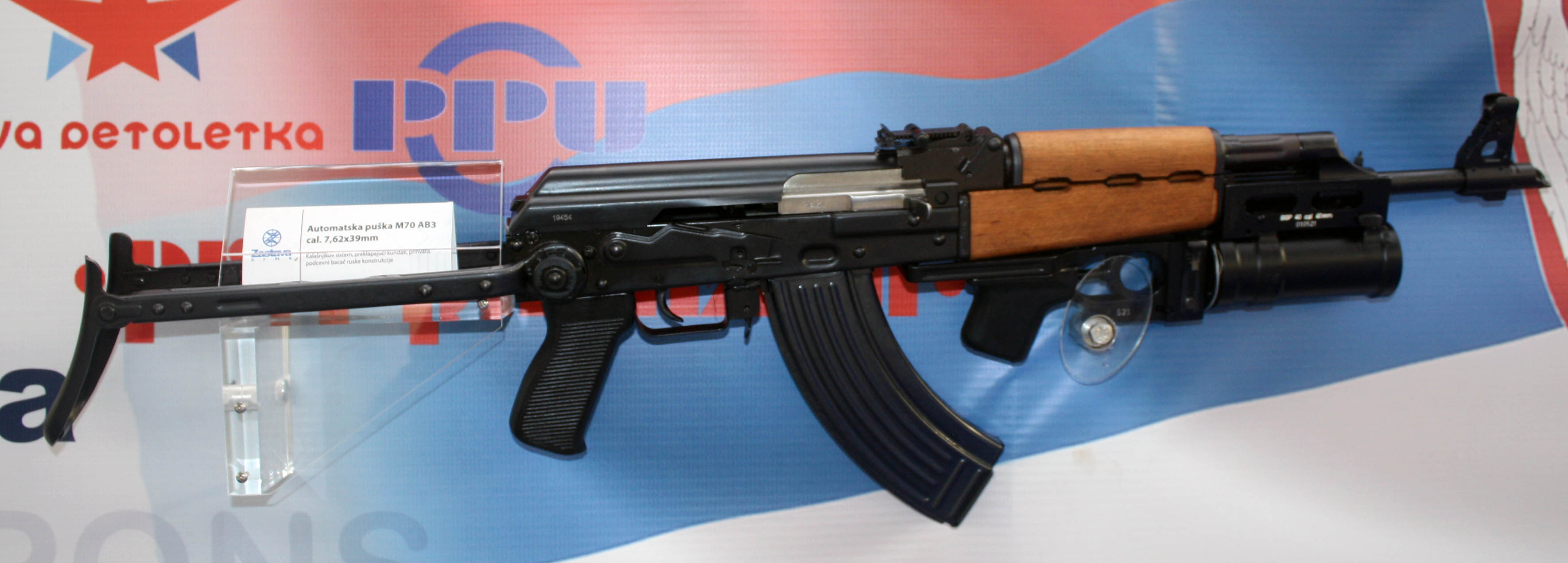
Automatická puška M70AB3 se sklopnou pažbou byla standardní výzbrojí elitních jednotek JNA

- Kapetan 1. klase / Poručnik bojnog broda
- Major / Kapetan korvete
- Potpukovnik / Kapetan fregate
- Pukovnik / Kapetan bojnog broda
- General-major / Kontra-admiral
- General-potpukovnik / Vice-admiral
- General-pukovnik / Admiral
- General armije / Admiral flote
- Maršal (prvním a posledním Maršalem JNA byl pouze prezident Josip Broz Tito)

## Složení

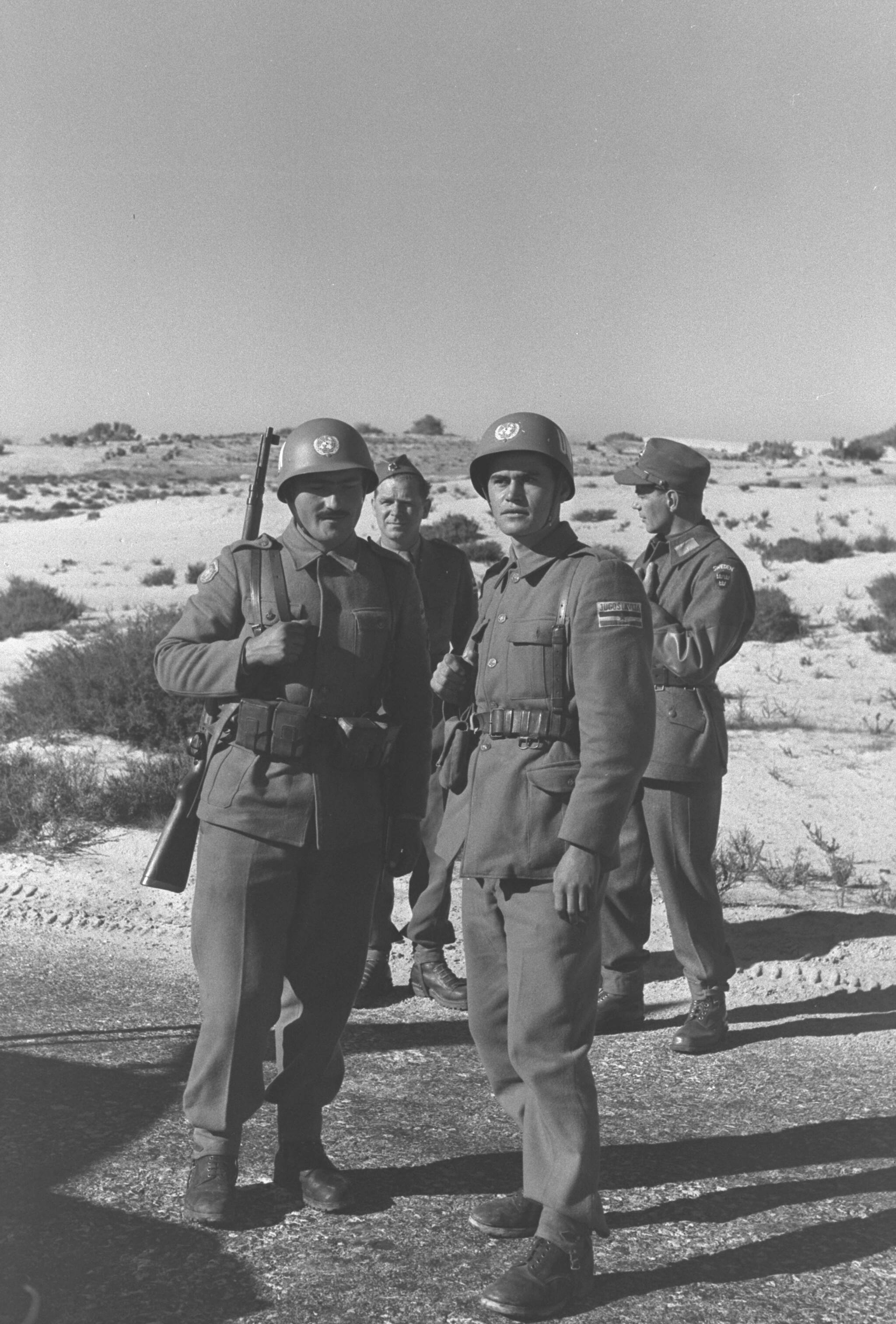
Jugoslávští vojáci na sinajském poloostrově v roce 1957 jako pohotovostní jednotky OSN

Zastoupení hlavních národů a národností Jugoslávie v běžné populaci a ozbrojených silách:
|            | V Jugoslávii roku 1981 | V aktivním armádním štábu roku 1985 | Mezi důstojníky roku 1981 | Mezi branci roku 1989 |
| ---------- | ---------------------- | ----------------------------------- | ------------------------- | --------------------- |
| Srbové     | 39,7%                  | 57,17%                              | 60,0%                     | 31%                   |
| Chorvati   | 22,1%                  | 12,51%                              | 12,6%                     | 18,52%                |
| Jugoslávci | 1,3%                   | n.a.                                | 6,7%                      | 7%                    |
| Makedonci  | 5,81%                  | 6,74%                               | 6,3%                      | 6,11%                 |
| Černohorci | 2,5%                   | 5,82%                               | 6,2%                      | 2,48%                 |
| Slovinci   | 8,2%                   | 2,64%                               | 2,8%                      | 7%                    |
| Bosňáci    | 8,4%                   | 3,65%                               | 2,4%                      | 12%                   |
| Maďaři     | 2,3%                   | n.a.                                | 0,7%                      | 1%                    |
| Albánci    | 6,4%                   | 1.09%                               | 0,6%                      | 9%                    |
| Ostatní    | 3,3%                   | n.a.                                | 1,6%                      | 6%                    |

Etnické složení mezi vyššími hodnostmi JNA:
| Národy     | Generálové | Plukovníci | Podplukovníci | Majoři |
| ---------- | ---------- | ---------- | ------------- | ------ |
| Srbové     | 50,3%      | 64,5%      | 63,5%         | 60%    |
| Chorvati   | 14,4%      | 9,4%       | 10,8%         | 10,4%  |
| Černohorci | 12,4%      | 11%        | 6,7%          | 6,4%   |
| Makedonci  | 7,8%       | 4,4%       | 6,4%          | 6,7%   |
| Slovinci   | 7,8%       | 3,1%       | 2,3%          | 1,9%   |
| Jugoslávci | 4,6%       | 5,3%       | 6,9%          | 10,3%  |
| Bosňáci    | 2%         | 1,2%       | 1,8%          | 2,3%   |
| Albánci    | 0,7%       | 0,2%       | 0,2%          | 0,2%   |
| Maďaři     | 0%         | 0,3%       | 0,2%          | 0,4%   |
| Ostatní    | 0%         | 0,8%       | 1,3%          | 1,3%   |